# Liste der Lieder von Sonata Arctica
Diese Liste ist eine Übersicht über die Lieder der Powermetalgruppierung Sonata Arctica. Alle Eigenkompositionen wurden von Tony Kakko geschrieben.

## 0–9
| Titel                  | Album                                           | Jahr |
| ---------------------- | ----------------------------------------------- | ---- |
| ...Of Silence          | Silence                                         | 2001 |
| 8th Commandment        | Ecliptica                                       | 1999 |
| 8th Commandment        | The Collection 1999 - 2006                      | 2007 |
| 8th Commandment        | Ecliptica - Revisited: 15th Anniversary Edition | 2014 |
| 8th Commandment (live) | For The Sake Of Revenge                         | 2006 |

## A
| Titel                                      | Album                            | Jahr |
| ------------------------------------------ | -------------------------------- | ---- |
| A Little Less Understanding                | Talviyö                          | 2019 |
| A Little Less Understanding                | Acoustic Adventures - Volume One | 2022 |
| Abandoned, Pleased, Brainwashed, Exploited | Winterheart's Guild              | 2003 |
| Ain'T Your Fairytale                       | Reckoning Night                  | 2004 |
| Ain'T Your Fairytale                       | The Collection 1999 - 2006       | 2007 |
| Alone In Heaven                            | Stones Grow Her Name             | 2012 |
| Alone In Heaven                            | Acoustic Adventures - Volume One | 2022 |
| Among The Shooting Stars                   | The Ninth Hour                   | 2016 |
| As If The World Wasn't Ending              | The Days Of Grays                | 2009 |
| As If The World Wasn't Ending              | Acoustic Adventures - Volume One | 2022 |
| As If The World Wasn't Ending (Live)       | Live In Finland                  | 2011 |

## B
| Titel                  | Album                                           | Jahr |
| ---------------------- | ----------------------------------------------- | ---- |
| Black Sheep            | Silence                                         | 2001 |
| Black Sheep            | The Collection 1999 - 2006                      | 2007 |
| Black Sheep            | Acoustic Adventures – Volume Two                | 2022 |
| Black Sheep (live)     | For The Sake Of Revenge                         | 2006 |
| Blank File             | Ecliptica                                       | 1999 |
| Blank File             | Ecliptica - Revisited: 15th Anniversary Edition | 2014 |
| Blank File (live)      | Live In Finland                                 | 2011 |
| Blinded No More        | Reckoning Night                                 | 2004 |
| Blinded No More (live) | For The Sake Of Revenge                         | 2006 |
| Blood                  | Pariah's Child                                  | 2014 |
| Breathing              | The Days Of Grays                               | 2009 |
| Broken                 | Winterheart's Guild                             | 2003 |
| Broken                 | The Collection 1999 - 2006                      | 2007 |
| Broken                 | Acoustic Adventures – Volume Two                | 2022 |
| Broken (live)          | For The Sake Of Revenge                         | 2006 |

## C
| Titel               | Album                | Jahr |
| ------------------- | -------------------- | ---- |
| Caleb               | Unia                 | 2007 |
| Caleb (live)        | Live In Finland      | 2011 |
| Candle Lawns        | The Ninth Hour       | 2016 |
| Champagne Bath      | Winterheart's Guild  | 2003 |
| Christmas Spirit    | -                    | 2015 |
| Cinderblox          | Stones Grow Her Name | 2012 |
| Closer To An Animal | The Ninth Hour       | 2016 |
| Cloud Factory       | Pariah's Child       | 2014 |
| Cold                | Talviyö              | 2019 |

## D
| Titel                                        | Album                                         | Jahr |
| -------------------------------------------- | --------------------------------------------- | ---- |
| Deathaura                                    | The Days Of Grays                             | 2009 |
| Demon's Cage                                 | Talviyö                                       | 2019 |
| Destruction Preventer                        | Ecliptica                                     | 1999 |
| Destruction Preventer                        | Ecliptica Revisited: 15th Anniversary Edition | 2014 |
| Die with Your Boots On Original: Iron Maiden | Orientation (EP)                              | 2001 |
| Don't Be Mean                                | Stones Grow Her Name                          | 2012 |
| Don't Say A Word                             | Reckoning Night                               | 2004 |
| Don't Say A Word                             | The Collection 1999 - 2006                    | 2007 |
| Don't Say A Word                             | Acoustic Adventures - Volume One              | 2022 |
| Don't Say A Word (live)                      | For The Sake Of Revenge                       | 2006 |
| Don't Say A Word (live)                      | Live In Finland                               | 2011 |
| Draw Me                                      | Winterheart's Guild                           | 2003 |
| Dream Thieves                                | Takatalvi (EP)                                | 2003 |

## E
| Titel                                           | Album             | Jahr |
| ----------------------------------------------- | ----------------- | ---- |
| Ei Oo Muutako                                   | -                 | 2017 |
| Everything Fades To Gray (Full Version)         | The Days Of Grays | 2009 |
| Everything Fades To Gray (Instrumental-Version) | The Days Of Grays | 2009 |

## F
| Titel                             | Album                                           | Jahr |
| --------------------------------- | ----------------------------------------------- | ---- |
| Fade To Black (Bonus-Track)       | Winterheart's Guild                             | 2003 |
| Fairytale                         | The Ninth Hour                                  | 2016 |
| Fade to Black Original: Metallica | Takatalvi                                       | 2003 |
| False News Travel Fast            | Silence                                         | 2001 |
| Flag In The Ground                | The Days Of Grays                               | 2009 |
| Flag In The Ground                | Acoustic Adventures – Volume Two                | 2022 |
| Flag In The Ground (live)         | Live In Finland                                 | 2011 |
| Fly With The Black Swan           | Unia                                            | 2007 |
| Fly, Navigate, Communicate        | The Ninth Hour                                  | 2016 |
| For The Sake Of Revenge           | Unia                                            | 2007 |
| For The Sake Of Revenge           | Acoustic Adventures - Volume One                | 2022 |
| Fullmoon                          | Ecliptica                                       | 1999 |
| Fullmoon                          | The Collection 1999 - 2006                      | 2007 |
| Fullmoon                          | Ecliptica - Revisited: 15th Anniversary Edition | 2014 |
| Fullmoon                          | Acoustic Adventures – Volume Two                | 2022 |
| Fullmoon (live)                   | For The Sake Of Revenge                         | 2006 |

## G
| Titel                      | Album                            | Jahr |
| -------------------------- | -------------------------------- | ---- |
| Good Enough Is Good Enough | Unia                             | 2007 |
| Gravenimage                | Winterheart's Guild              | 2003 |
| Gravenimage                | Acoustic Adventures – Volume Two | 2022 |
| Gravenimage (live)         | For The Sake Of Revenge          | 2006 |

## H
| Titel               | Album                            | Jahr |
| ------------------- | -------------------------------- | ---- |
| Half A Marathon man | Pariah's Child                   | 2014 |
| Half A Marathon man | Acoustic Adventures – Volume Two | 2022 |

## I
| Titel                                | Album                                         | Jahr |
| ------------------------------------ | --------------------------------------------- | ---- |
| I Can't Dance Original: Genesis      | Ecliptica Revisited: 15th Anniversary Edition | 2014 |
| I Have A Right                       | Stones Grow Her Name                          | 2012 |
| I Have A Right                       | Acoustic Adventures – Volume Two              | 2022 |
| I Want Out Original: Halloween       | Takatalvi                                     | 2003 |
| I Want Out Original: Halloween       | Takatalvi Re-release                          | 2010 |
| I'm Haunted                          | Ecliptica                                     | 1999 |
| In Black And White                   | Unia                                          | 2007 |
| In Black And White (live)            | Live In Finland                               | 2011 |
| Instrumental Exhibition (live)       | Live In Finland                               | 2011 |
| Intro (live)                         | Live In Finland                               | 2011 |
| Intro (Prelude For Reckoning) (live) | For The Sake Of Revenge                       | 2006 |
| In the Dark                          | The Days of Grays                             | 2009 |
| In My Eyes You're A Giant            | The Days of Grays                             | 2009 |
| Ismo's Got Good Reactors             | Talviyö                                       | 2019 |
| It Won't Fade                        | Unia                                          | 2007 |

## J
| Titel         | Album                              | Jahr |
| ------------- | ---------------------------------- | ---- |
| Jam           | Reckoning Night (als Hidden Track) | 2004 |
| Juliet        | The Days Of Grays                  | 2009 |
| Juliet (live) | Live In Finland                    | 2011 |

## K
| Titel                      | Album                                           | Jahr |
| -------------------------- | ----------------------------------------------- | ---- |
| Kingdom For A Heart        | Ecliptica                                       | 1999 |
| Kingdom For A Heart        | The Collection 1999 - 2006                      | 2007 |
| Kingdom For A Heart        | Ecliptica - Revisited: 15th Anniversary Edition | 2014 |
| Kingdom For A Heart (live) | For The Sake Of Revenge                         | 2006 |

## L
| Titel                                           | Album                                         | Jahr |
| ----------------------------------------------- | --------------------------------------------- | ---- |
| Land Of The Free                                | Silence                                       | 2001 |
| Larger Than Life                                | Pariah's Child                                | 2014 |
| Last Drop Falls                                 | Silence                                       | 2001 |
| Last Drop Falls                                 | The Collection 1999 - 2006                    | 2007 |
| Letter To Dana                                  | Ecliptica                                     | 1999 |
| Letter To Dana                                  | Ecliptica Revisited: 15th Anniversary Edition | 2014 |
| Letter To Dana                                  | Acoustic Adventures – Volume Two              | 2022 |
| Letter To Dana (live)                           | Live In Finland                               | 2011 |
| Letter To Dana (Return To Sender) (Bonus-Track) | Ecliptica                                     | 1999 |
| Life                                            | The Ninth Hour                                | 2016 |
| Losing My Insanity                              | Stones Grow Her Name                          | 2012 |
| Love                                            | Pariah's Child                                | 2014 |

## M
| Titel                                                                      | Album                                           | Jahr |
| -------------------------------------------------------------------------- | ----------------------------------------------- | ---- |
| Mary-Lou (Bonus-Track)                                                     | Ecliptica                                       | 1999 |
| Message From The Sun                                                       | Talviyö                                         | 2019 |
| Misplaced                                                                  | Reckoning Night                                 | 2004 |
| Misplaced (live)                                                           | For The Sake Of Revenge                         | 2006 |
| My Dream's But A Drop Of Fuel For A Nightmare                              | Unia                                            | 2007 |
| My Dream's But A Drop Of Fuel For A Nightmare (Instrumental) (Bonus-Track) | Unia                                            | 2007 |
| My Land                                                                    | Ecliptica                                       | 1999 |
| My Land                                                                    | Ecliptica - Revisited: 15th Anniversary Edition | 2014 |
| My Land                                                                    | Acoustic Adventures – Volume Two                | 2022 |
| My Land (2006 Re-Make)                                                     | The Collection 1999 - 2006                      | 2007 |
| My Land (live)                                                             | For The Sake Of Revenge                         | 2006 |
| My Selene                                                                  | Reckoning Night                                 | 2004 |

## N
| Titel                            | Album             | Jahr |
| -------------------------------- | ----------------- | ---- |
| No Dream Can Heal A Broken Heart | The Days Of Grays | 2009 |
| No Pain                          | Pariahs Child     | 2014 |
| Nothing More                     | The Days of Grays | 2009 |

## O
| Titel                                                | Album                            | Jahr |
| ---------------------------------------------------- | -------------------------------- | ---- |
| On The Faultline (Closure To An Animal)              | The Ninth Hour                   | 2016 |
| On The Faultline (Closure To An Animal)              | Acoustic Adventures - Volume One | 2022 |
| Only The Broken Hearts (Make You Beautiful)          | Stones Grow Her Name             | 2012 |
| Out In The Fields (Bonus-Track) Original: Gary Moore | Unia                             | 2007 |
| Outro (Vodka/Everything Fades To Gray)               | Live in Finland                  | 2011 |

## P
| Titel                    | Album                                           | Jahr |
| ------------------------ | ----------------------------------------------- | ---- |
| Paid In Full             | Unia                                            | 2007 |
| Paid In Full             | Acoustic Adventures - Volume One                | 2022 |
| Paid In Full (live)      | Live In Finland                                 | 2011 |
| Peacemaker (Bonus-Track) | Silence                                         | 2001 |
| Picturing The Past       | Ecliptica                                       | 1999 |
| Picturing The Past       | Ecliptica - Revisited: 15th Anniversary Edition | 2014 |

## R
| Titel                                            | Album                                           | Jahr |
| ------------------------------------------------ | ----------------------------------------------- | ---- |
| Reckoning Day, Reckoning Night... (Instrumental) | Reckoning Night                                 | 2004 |
| Replica                                          | Ecliptica                                       | 1999 |
| Replica                                          | Ecliptica - Revisited: 15th Anniversary Edition | 2014 |
| Replica (2006 Re-Make)                           | The Collection 1999 - 2006                      | 2007 |
| Replica (live)                                   | For The Sake Of Revenge                         | 2006 |
| Replica (live)                                   | Live In Finland                                 | 2011 |
| Respect The Wilderness (Bonus-Track)             | Silence                                         | 2001 |
| Revontulet (Instrumental)                        | Silence                                         | 2001 |
| Rise A Night                                     | The Ninth Hour                                  | 2016 |
| Run To You Original: Bryan Adams                 | The Ninth Hour                                  | 2016 |
| Running Lights                                   | Pariah's Child                                  | 2014 |

## S
| Titel                                     | Album                            | Jahr |
| ----------------------------------------- | -------------------------------- | ---- |
| San Sebastian                             | Acoustic Adventures – Volume Two | 2022 |
| San Sebastian (live) (Bonus-Track)        | For The Sake Of Revenge          | 2006 |
| San Sebastian (Revisited)                 | Silence                          | 2001 |
| San Sebastian (Revisited)                 | The Collection 1999 - 2006       | 2007 |
| Shamandalie                               | Reckoning Night                  | 2004 |
| Shamandalie                               | Acoustic Adventures – Volume Two | 2022 |
| Shamandalie (live)                        | For The Sake Of Revenge          | 2006 |
| Shitload Of Money                         | Stones Grow Her Name             | 2012 |
| Silver Tongue                             | Winterheart's Guild              | 2003 |
| Sing In Silence                           | Silence                          | 2001 |
| Somewhere Close To You                    | Stones Grow Her Name             | 2012 |
| Somewhere Close To You (Acoustic Reprise) | Alone In Heaven (Single)         | 2012 |
| Still Loving You Original: Scorpions      | Takatalvi                        | 2003 |
| Storm The Armada                          | Talviyö                          | 2019 |

## T
| Titel                                            | Album                            | Jahr |
| ------------------------------------------------ | -------------------------------- | ---- |
| Take One Breath                                  | Pariah's Child                   | 2014 |
| Tallulah                                         | Silence                          | 2001 |
| Tallulah                                         | The Collection 1999 - 2006       | 2007 |
| Tallulah                                         | Acoustic Adventures - Volume One | 2022 |
| The Boy Who Wanted To Be A Real Puppet           | Reckoning Night                  | 2004 |
| The Cage                                         | Winterheart's Guild              | 2003 |
| The Cage                                         | The Collection 1999 - 2006       | 2007 |
| The Cage - Vodka - Hava Nagila (live)            | For The Sake Of Revenge          | 2006 |
| The Day                                          | Stones Grow Her Name             | 2012 |
| The Dead Skin                                    | The Days Of Grays                | 2009 |
| The Elephant                                     | The Ninth Hour                   | 2016 |
| The End Of This Chapter                          | Silence                          | 2001 |
| The Garden                                       | Talviyö                          | 2019 |
| The Gun                                          | Takatalvi (EP)                   | 2003 |
| The Harvest                                      | Unia                             | 2007 |
| The Last Amazing Grays                           | The Days Of Grays                | 2009 |
| The Last Amazing Grays (live)                    | Live In Finland                  | 2011 |
| The Last Of The Lambs                            | Talviyö                          | 2019 |
| The Misery                                       | Winterheart's Guild              | 2003 |
| The Misery (live)                                | Live In Finland                  | 2011 |
| The Power Of One                                 | Silence                          | 2001 |
| The Raven Still Flies                            | Talviyö                          | 2019 |
| The Rest Of The Sun Belongs To Me                | Winterheart's Guild              | 2003 |
| The Rest Of The Sun Belongs To Me                | Acoustic Adventures - Volume One | 2022 |
| The Ruins Of My Life                             | Winterheart's Guild              | 2003 |
| The Ruins Of My Life                             | The Collection 1999 - 2006       | 2007 |
| The Truth Is Out There                           | The Days Of Grays                | 2009 |
| The Vice                                         | Unia                             | 2007 |
| The Wind Beneath My Wings Original: Bette Midler | Orientation (EP)                 | 2010 |
| The Wolves Die Young                             | Pariah's Child                   | 2014 |
| The Wolves Die Young                             | Acoustic Adventures - Volume One | 2022 |
| The Worlds Forgotten, The Words Forbidden        | Unia                             | 2007 |
| They Follow (Bonus-Track)                        | Unia                             | 2007 |
| Till Death's Done Us Apart                       | The Ninth Hour                   | 2016 |
| To Create A Warlike Feel (Bonus-Track)           | Unia                             | 2007 |
| Tonight I Dance Alone                            | Stones Grow Her Name             | 2012 |
| Tonight I Dance Alone                            | Acoustic Adventures - Volume One | 2022 |
| Two Minds, One Soul Original: Vanishing Point    | Don’t Say a Word (EP)            | 2004 |

## U
| Titel           | Album                                           | Jahr |
| --------------- | ----------------------------------------------- | ---- |
| Under Your Tree | Unia                                            | 2007 |
| Unopened        | Ecliptica                                       | 1999 |
| Unopened        | The Collection 1999 - 2006                      | 2007 |
| Unopened        | Ecliptica - Revisited: 15th Anniversary Edition | 2014 |

## V
| Titel                                                        | Album                            | Jahr |
| ------------------------------------------------------------ | -------------------------------- | ---- |
| Victoria’s Secret                                            | Winterheart's Guild              | 2003 |
| Victoria’s Secret                                            | The Collection 1999 - 2006       | 2007 |
| Victoria’s Secret                                            | Acoustic Adventures – Volume Two | 2022 |
| Victoria’s Secret (live)                                     | For The Sake Of Revenge          | 2006 |
| We Are What We Are                                           | The Ninth Hour                   | 2016 |
| Weballergy                                                   | Silence                          | 2001 |
| What Did You Do In The War, Dad                              | Pariah's Child                   | 2014 |
| Whirlwind                                                    | Talviyö                          | 2019 |
| White Pearl, Black Oceans, Pt. II: By The Grace Of The Ocean | The Ninth Hour                   | 2016 |
| White Pearl, Black Oceans...                                 | Reckoning Night                  | 2004 |
| Who Failed The Most                                          | Talviyö                          | 2019 |
| Wildfire                                                     | Reckoning Night                  | 2004 |
| Wildfire, Part: II - One With The Mountain                   | Stones Grow Her Name             | 2012 |
| Wildfire, Part: III - Wildfire, Town, Population: 0          | Stones Grow Her Name             | 2012 |
| Wolf And Raven                                               | Silence                          | 2001 |
| Wolf And Raven                                               | The Collection 1999 - 2006       | 2007 |
| Wolf And Raven                                               | Acoustic Adventures - Volume One | 2022 |
| Wolf And Raven (Re-Recording) (Bonus-Track)                  | Silence                          | 2001 |
| World In My Eyes Original: Depeche Mode                      | Don't say a Word (EP)            | 2004 |
| Wrecking The Sphere (Bonus-Track)                            | Reckoning Night                  | 2004 |

## X
| Titel            | Album          | Jahr |
| ---------------- | -------------- | ---- |
| X Marks The Spot | Pariah's Child | 2014 |

## Y
| Titel          | Album   | Jahr |
| -------------- | ------- | ---- |
| You Won't Fall | Talviyö | 2019 |

## Z
| Titel  | Album             | Jahr |
| ------ | ----------------- | ---- |
| Zeroes | The Days Of Grays | 2009 |